# Заїка Григорій Андрійович
Григорій Андрійович Заїка (1909–1960) — радянський офіцер, Герой Радянського Союзу.

## Біографія
Народився в 1909 році у с. Чагів (зараз Оратівського району). Українець. Закінчивши семирічну школу, працював у колгоспі «Дружба». 
У 1931 покликаний у ряди Радянської Армії. У 1936 закінчив курси офіцерів при артилерійському училищі в м. Києві. 
Учасник Німецько-радянської війни з 1941 р. Боровся на Ленінградському фронті. 
За зразкове виконання бойових завдань командування на фронті боротьби з німецько-фашистськими загарбниками і виявлені при цьому відвагу і геройство Указом Президії Верховної Ради СРСР від 10 лютого 1943 року командирові батальйону 272-го стрілецького полку 123-ї стрілецької дивізії старшому лейтенантові Заїці Григорієві Андрійовичу присвєно звання Героя Радянського Союзу.
Нагороджений орденами Леніна, Вітчизняної війни I ступеня, Червоної Зірки, медалями.
Демобілізований у 1959 р. у званні підполковника. Помер у 1960 р. Похований у с. Чагів.